# Saint-Denis-sur-Coise
Saint-Denis-sur-Coise è un comune francese di 589 abitanti situato nel dipartimento della Loira della regione dell'Alvernia-Rodano-Alpi.

## Società

### Evoluzione demografica
Abitanti censiti